# Baillet Latour Biomedical Award
Der Baillet Latour Biomedical Award ist eine Auszeichnung und Forschungsförderung der belgischen InBev-Baillet-Latour-Stiftung auf dem Gebiet der Biomedizin. Die Auszeichnung steht in der Tradition des InBev-Baillet Latour Health Prize (Vergabe von 1979 bis 2020) und wird seit 2022 verliehen. Eine jährliche Vergabe ist vorgesehen.
Die Auszeichnung richtet sich an junge Wissenschaftler aus der Biomedizin, die in Belgien tätig sind. Der Preis ist (Stand 2025) mit 1 Million Euro dotiert, die über einen Zeitraum von 5 Jahren ausgeschüttet werden und der Förderung der wissenschaftlichen Arbeit des Preisträgers dienen.

## Preisträger
- 2022 Thomas Marichal (Université de Liège) für seine Arbeiten zum Immunsystem der Lunge
- 2023 Isabel Beets (Katholieke Universiteit Leuven) für ihre Arbeiten dazu, wie das Gehirn lernt und vergisst
- 2024 Jingjing Zhu (Université catholique de Louvain) für ihre Arbeiten zur Immunsuppression durch Krebs und zu Gegenstrategien
- 2025 Coraline Radermecker (Université de Liège) für ihre Arbeiten zur Rolle der Neutrophilen im Lungengewebe[1]